# Yamamoto Hiroki
Hiroki Yamamoto (山本 大貴 Yamamoto Hiroki, sinh ngày 15 tháng 11 năm 1991) là một cầu thủ bóng đá người Nhật Bản. Anh thi đấu cho Matsumoto Yamaga.

## Sự nghiệp thi đấu
Yamamoto Hiroki gia nhập câu lạc bộ tại J1 League; Vegalta Sendai năm 2014. Vào tháng 6 năm anh chuyển đến câu lạc bộ tại J2 League; Matsumoto Yamaga FC. Năm 2015, anh trở lại Vegalta Sendai. Năm 2016, một lần nữa anh chuyển đến Matsumoto Yamaga FC.

## Thống kê câu lạc bộ
Cập nhật đến ngày 23 tháng 2 năm 2017.
| Thành tích câu lạc bộ | Thành tích câu lạc bộ | Thành tích câu lạc bộ | Giải vô địch | Giải vô địch | Cúp                   | Cúp                   | Cúp Liên đoàn         | Cúp Liên đoàn         | Tổng cộng | Tổng cộng |
| Mùa giải              | Câu lạc bộ            | Giải vô địch          | Số trận      | Bàn thắng    | Số trận               | Bàn thắng             | Số trận               | Bàn thắng             | Số trận   | Bàn thắng |
| Nhật Bản              | Nhật Bản              | Nhật Bản              | Giải vô địch | Giải vô địch | Cúp Hoàng đế Nhật Bản | Cúp Hoàng đế Nhật Bản | Cúp Hoàng đế Nhật Bản | Cúp Hoàng đế Nhật Bản | Tổng cộng | Tổng cộng |
| --------------------- | --------------------- | --------------------- | ------------ | ------------ | --------------------- | --------------------- | --------------------- | --------------------- | --------- | --------- |
| 2014                  | Vegalta Sendai        | J1 League             | 2            | 0            | –                     | –                     | 2                     | 0                     | 4         | 0         |
| 2014                  | Matsumoto Yamaga      | J2 League             | 26           | 7            | 2                     | 0                     | –                     | –                     | 28        | 7         |
| 2015                  | Vegalta Sendai        | J1 League             | 15           | 1            | 2                     | 0                     | 3                     | 0                     | 20        | 1         |
| 2016                  | Matsumoto Yamaga      | J2 League             | 37           | 5            | 2                     | 1                     | –                     | –                     | 39        | 6         |
| Tổng                  | Tổng                  | Tổng                  | 80           | 13           | 6                     | 1                     | 5                     | 0                     | 91        | 14        |